# Система подачи топлива
Система подачи топлива, Топливная система, Система питания — в двигателях внутреннего сгорания служит для подачи топлива из топливного бака к топливной рейке (моноблок дроссельных заслонок), избыток топлива через регулятор давления возвращается в бак.

## Структура
Любая топливная система состоит из следующих компонентов (в зависимости от модели двигателя, некоторые изделия могут отсутствовать):
- топливный бак
- топливопроводы (бензопровод) — стальные (медные и так далее) трубки, которые соединяют все приборы системы топлива двигателя
- топливные фильтры — фильтр тонкой очистки топлива.
- топливный насос
- регулятор давления топлива — разделительная точка между подающей и возвратной линиями.
- устройство для смешивания топлива и воздуха
- воздушный фильтр
- впускной коллектор
- глушитель шума выпуска отработанных газов
- датчики.

В зависимости от того, какое используется устройство для смешивания топлива и воздуха разделяют три вида топливных систем.
- Инжекторная система подачи топлива — в которой за данную функцию отвечает форсунка, устанавливается на бензиновых автомобильных двигателях.
- Топливная система карбюраторных двигателей[2] — в которой используется карбюратор (для карбюраторного двигателя).
- Аккумуляторная топливная система — система подачи топлива, применяемая в дизельных двигателях.

## Принцип действия
Топливный насос через сетчатый фильтр засасывает топливо из бака и нагнетает его в устройство для смешивания топлива и воздуха. Перед насосом или уже после него топливо проходит через фильтр тонкой очистки топлива.
Через воздушный фильтр засасывается очищенный воздух.
Струя воздуха смешивается с топливом в смесительной камере и образует горючую смесь. Впускной клапан (их может быть и несколько) открывается, и горючая смесь поступает в цилиндр, где на определенном такте сгорает. После сгорания открывается выпускной клапан и продукты сгорания по трубопроводу поступают в глушитель, а оттуда выводятся в атмосферу. Однако система непосредственного впрыска топлива немного отличается от описанной здесь тем, что воздух с топливом смешивается непосредственно в камере сгорания.